# Синешапочная альциона
Синешапочная альцио́на , или минданаоский ошейниковый зимородок (лат. Actenoides hombroni), — вид птиц семейства зимородковых. Подвидов не выделяют. Эндемик Филиппин. Видовое название дано в честь французского корабельного врача и естествоиспытателя Жака Берна́ра Омбро́на (фр. Jacques Bernard Hombron; 1798—1852).

## Описание
Синешапочная альциона достигает длины 27 см; самцы весят 108—124 г, а самки от 106 до 147 г. У взрослых самцов макушка и «усы» тёмно-фиолетово-синего цвета, кроющие перья ушей рыжеватые. Спина и верхние кроющие перья крыльев зеленовато-голубые с небольшими рыжеватыми пятнами, надхвостье синее, хвост тёмно-фиолетово-синий. Подбородок и горло белые (иногда рыжеватые в восточных популяциях), нижняя часть тела рыжеватая. Клюв красный, переходящий в коричневато-чёрный на гребне клюва. Радужная оболочка тёмно-коричневая, ноги от оливково-коричневых до оранжево-телесных. У взрослых самок темя и усы более тусклые и зеленоватые, спина и верхние кроющие перья крыла оливково-зелёные с охристыми пятнами, хвост зеленовато-голубой. Молодые особи более тусклые, чем взрослые.
Основными позывками являются: быстрая прерывистая трель из 4—8 нот, за которой следуют более длинные пульсирующие звуки с большим интервалом; короткие громкие двусложные «te-u» или «ki-aw» с интервалом в три секунды, часто в дуэте; визгливое «kaaa-a-a-a» с интервалом примерно в одну секунду. 

## Места обитания и биология
Синешапочная альциона является эндемиком Филиппин и встречается только на острове Минданао. Естественными местами обитания являются нетронутые тропические леса, горные и мшистые леса, иногда вторичные леса или нарушенные местообитания в холмистых районах. Встречается на высоте 800—2400 м, в основном выше 1000 м, редко ниже 100 м над уровнем моря.
Синешапочная альциона ведёт оседлый образ жизни. Охотится с присады в нижних ярусах леса; часто ловит добычу на земле. В состав рациона входят крупные насекомые, в том числе кузнечики и саранча (Orthoptera), жуки и их личинки (Coleoptera), а также улитки (Gastropoda), лягушки и мелкие рептилии; по-видимому, иногда рыбы. Биология размножения практически не описана. Особи с увеличенными половыми железами обнаружены в марте—мае; наблюдения за птенцами указывают, что сезон размножения, возможно, продолжается с января по июль. Другая информация отсутствует.